# Nadine Capellmann
Nadine Capellmann (Würselen, 9 de julho de 1965) é uma adestradora  alemã, bicampeã olímpica. 

## Carreira
Nadine Capellmann representou seu país nos Jogos Olímpicos de 2000 e 2008, na qual conquistou a medalha de ouro em no adestramento por equipes, em 2000 e 2008. 